# Bernd Weikl
Bernd Weikl (Vienna, 29 luglio 1942) è un baritono austriaco, noto per le sue interpretazioni nelle opere di Richard Wagner.
Comincia gli studi di canto a Magonza, per poi concluderli ad Hannover, dove nel 1968 farà il suo debutto con Il franco cacciatore di Carl Maria von Weber, nel ruolo di Ottakar. Dal 1970 al 1973 è membro della compagnia dell'opera di Düsseldorf.
Nel 1967 è un cantante nella Cantata No. 205 Zerreißet, zersprenget, zertrümmert die Gruft nel film Cronaca di Anna Magdalena Bach.
Nel 1972 è il protagonista in Hans Heiling di Heinrich Marschner diretto da Gerd Albrecht per la radio RAI ed ha esordito al Festival di Bayreuth come Wolfram von Eschenbach in Tannhäuser (opera) diretto da Erich Leinsdorf con Dame Gwyneth Jones ed al Wiener Staatsoper come Figaro ne Il barbiere di Siviglia (Rossini) con Karl Ridderbusch.
Nel 1973 a Bayreuth è Ein Nachtwächter in Die Meistersinger von Nürnberg con Ridderbusch ed a Vienna il protagonista in Eugenio Onegin (opera) con Éva Marton, Peter Schreier ed Anton Dermota e nel 1974 a Vienna è il protagonista in Don Giovanni (opera) con la Jones, Walter Berry e Reri Grist.
Nel 1975 ha esordito alla Royal Opera House, Covent Garden di Londra come Figaro ne Il barbiere di Siviglia con Frederica von Stade, a Vienna è Guglielmo in Così fan tutte diretto da Karl Böhm con Gundula Janowitz, Brigitte Fassbaender, Schreier e Eberhard Waechter ed il Conte Almaviva ne Le nozze di Figaro con Wilma Lipp ed Edita Gruberová ed a Bayreuth Amfortas in Parsifal (opera) con Ridderbusch.
Nel 1977 ha esordito al Metropolitan e nel 1980 alla Teatro alla Scala.
Weikl ha cantato oltre 120 ruoli. 
Il suo più famoso è quello di Hans Sachs ne I maestri cantori di Norimberga, con il quale ha cantato nei maggiori teatri operistici del mondo.

## Discografia parziale
- Ciaikovsky, Eugene Onegin - Solti/Ghiaurov/Kubiak/Weikl, 1974 Decca
- Leoncavallo: Pagliacci - Mascagni: Cavalleria Rusticana - Lamberto Gardelli/Münchner Rundfunkorchester, 1984 BMG/RCA
- Mahler: Des Knaben Wunderhorn/Symphony No. 8 - Klaus Tennstedt, 2002 EMI/Warner
- Mozart: Don Giovanni - Bernd Weikl/Dame Margaret Price/Gabriel Bacquier/London Philharmonic Orchestra/Lucia Popp/Sir Georg Solti/Stuart Burrows/Sylvia Sass, 1979 Decca
- Orff, Carmina burana - Levine/CSO/Anderson/Weikl, 1984 Deutsche Grammophon
- Strauss: Die Fledermaus - Bavarian State Orchestra/Carlos Kleiber/Julia Varady/Hermann Prey, 1975 Deutsche Grammophon
- Wagner, Olandese volante - Sinopoli/Weikl/Studer/Domingo, Deutsche Grammophon
- Wagner: Tristan und Isolde - Hildegard Behrens/Leonard Bernstein/Symphonieorchester & Chor des Bayerischen Rundfunks/Peter Hofmann/Heinz Mende/Yvonne Minton/Bernd Weikl, 1993 Decca
- Wagner, Gotterdammerung - James Levine/Hildegard Behrens/Matti Salminen/Hanna Schwarz/Cheryl Studer, 1991 Deutsche Grammophon - Grammy Award for Best Opera Recording 1992
- Romantic Songs for Baritone & Organ - Bernd Weikl/Martin Haselbock, 2010 Capriccio

## DVD
- Ciaikovsky, Eugene Onegin - Solti/Ghiaurov/Kubiak/Weikl, 1974 Decca
- Strauss II, J: Die Fledermaus (Vienna State Opera, 1980) - Bernd Weikl/Lucia Popp/Erich Kunz/Walter Berry/Edita Gruberová, Arthaus Musik/Naxos
- Strauss, R., Arabella - Solti/Janowitz/Weikl/Kollo, 1977 Decca
- Strauss, R., Salome - Böhm/Stratas/Weikl/Varnay, 1974 Deutsche Grammophon
- Verdi: Falstaff (Pfalztheater Kaiserslautern, 2010) - Bernd Weikl, Arthaus Musik/Naxos
- Wagner, Maestri cantori di Norimberga - Stein/Weikl/Prey/Egel, 1984 Deutsche Grammophon
- Wagner, Parsifal - Stein/Weikl/Salminen/Sotin, 1981 Deutsche Grammophon
- Wagner, Tannhäuser - Levine/Cassilly/Marton/Weikl, 1982 Deutsche Grammophon
- Wagner, Tannhäuser - Davis/Wenkoff/Weikl/Sotin, 1978 Deutsche Grammophon
- Wagner: Tannhäuser (Bavarian State Opera, 1995) - Bernd Weikl/Waltraud Meier/Zubin Mehta, Arthaus Musik/Naxos
- Wagner: Tristan und Isolde (Bavarian State Opera, 1998) - Kurt Moll/Waltraud Meier/Bernd Weikl/Zubin Mehta, Arthaus Musik/Naxos